# Robert Dirry

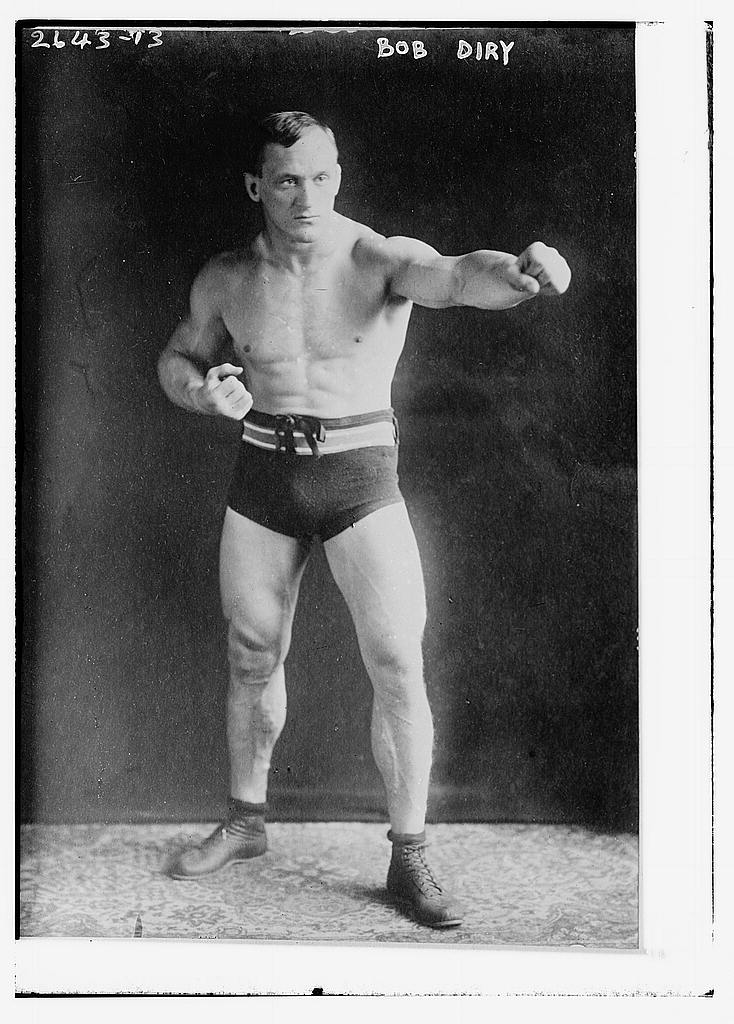
Bob Diry (um 1910–15)

Robert Diry oder auch Robert Dirry (* 12. Juli 1884 in Wien; † 9. Februar 1935 in New York) war ein österreichischer Ringer und Boxer. Er wurde 1908 Weltmeister im Ringen im griechisch-römischen Stil in der Gewichtsklasse bis 75 kg Körpergewicht.

## Leben
Robert Dirry war der Sohn des aus Fels am Wagram stammenden Mechanikers Karl Diry und der Wienerin Maria Elisabeth geborene Brunhuber, lebte in Wien und gehörte als Ringer zunächst dem Wiener Sportverein an, wo ihn Alois Toduschek trainierte. 1909 wechselte er zum Wiener Athletik-Klub, trainiert wurde er dort von Henri Bauer (Ringer). Er rang ausschließlich im griechisch-römischen Stil. Zu seinen Zeiten gab es nur zwei Gewichtsklassen, eine schwere und eine leichte. Er rang immer in der leichten Gewichtsklasse, die ihr Limit meist bei 75 kg Körpergewicht hatte.
1908 wurde Robert Dirry in Wien Weltmeister in seiner Gewichtsklasse. Er hatte dabei neun Kämpfe zu bestreiten, von denen er sieben gewann. Gegen seinen Landsmann Alois Toduschek rang er unentschieden und gegen Harald Christensen aus Dänemark musste er eine Niederlage hinnehmen. Trotzdem gewann er den Titel vor Alois Toduschek und Harald Christensen.
Bei den Weltmeisterschaften 1909 in Wien belegte Robert Dirry den 2. Platz. Auch bei diesen Weltmeisterschaften rang er gegen Alois Toduschek unentschieden. Ausschlaggebend dafür, dass er nicht erneut Weltmeister wurde, war eine Niederlage gegen Ludwig Kossuth, Österreich, den Alois Toduschek besiegt hatte. Den Weltmeister-Titel gewann deshalb Alois Toduschek vor Robert Dirry und Andreas Mrosek, Österreich.
Auch bei den inoffiziellen Weltmeisterschaften 1910 in Wien kam Robert Dirry auf den 2. Platz. Er wurde bei diesen Weltmeisterschaften ein Opfer des unausgewogenen Wertungssystems, denn er besiegte neun Gegner, darunter Alois Toduschek, Heinrich Rauß, Peter Kokotowitsch und Andreas Mrosek, alle Österreich und blieb ohne Niederlage. Trotzdem wurde er hinter Alois Toduschek nur Zweiter, weil Toduschek mehr Schultersiege als Dirry hatte.
Ein weiteres bemerkenswertes Ergebnis in der Ringerlaufbahn von Robert Dirry ist sein dritter Platz bei den österreichischen Meisterschaften 1911 in der Gewichtsklasse bis 75 kg hinter Alois Toduschek und Béla Varga aus Ungarn. Das ist auch das letzte bekannte Ergebnis aus Robert Dirrys Ringerlaufbahn.
Als Boxer trat Robert Dirry bis dahin weder in Österreich, noch in Deutschland in Erscheinung.
1912 wanderte Robert Dirry in die Vereinigten Staaten aus. Er lebte meist in New York, nannte sich Bob Diry bzw. Bob Deery und begann dort eine kurze Boxerlaufbahn. Diese Laufbahn als Boxer war aber nicht sehr erfolgreich, denn in den Jahren 1913 und 1914 gewann er von sieben Kämpfen, die er bestritt, nur einen und verlor sechs.
Danach war er lange Jahre als Trainer für Ringen und Boxen bei einem New Yorker Sportclub tätig.

## Erfolge als Ringer
| Jahr | Platz | Wettbewerb                                     | Gewichtsklasse | Ergebnisse |
| ---- | ----- | ---------------------------------------------- | -------------- | --- |
| 1908 | 1.    | WM in Wien                                     | bis 75 kg      | nach einem Unentschieden gegen Alois Toduschek, Österreich und Siegen über Christoph Uebler, Deutschland, Josef Drozda, Österreich, Frithiof Mårtensson, Schweden und Andreas Mrosek, Österreich, einer Niederlage gegen Harald Christensen, Dänemark und Siegen über Simon Jellik, Stefan Czerny und Josef Petzka, alle Österreich |
| 1909 | 2.    | WM in Wien                                     | bis 75 kg      | nach Siegen über Heinrich Schinner, Ludwig Jäger, Paul Diefenbach, Martin Zander und Andreas Mrosek, alle Österreich, einer Niederlage gegen Ludwig Kossuth, Österreich, einem Sieg über Simon Jellik und einem Unentschieden gegen Alois Toduschek                                                                                 |
| 1910 | 2.    | Inoff. Ringer-Weltmeisterschaften 1910 in Wien | bis 75 kg      | nach Siegen über Ferdinand Planegger, Michael Schaffer, Josef Pospischil, Heinrich Rauß, Peter Kokotowitsch, Paul Ribnikar und Andreas Mrosek, alle Österreich, L. Domonkos, Deutschland und Alois Toduschek |
| 1910 | unpl. | EM in Budapest                                 | bis 70 kg      | nach einem Sieg über Josef Jakoubek, Böhmen und einer Niederlage gegen Gustaf Malmström, Schweden |
| 1911 | 3.    | Österreichische Meisterschaften                | bis 75 kg      | hinter Alois Toduschek und Bela Varga, Ungarn |

Erläuterungen
- alle Wettkämpfe im griechisch-römischen Stil
- WM = Weltmeisterschaften, EM = Europameisterschaften